# Friedrich Pinckert
Friedrich Ferdinand Richard Pinckert (* 3. Mai 1814 in Artern; † 23. November 1893 in Erfurt) war ein deutscher Jurist und Politiker.

## Leben
Der Sohn des Stadtschreibers und Gerichtsamtmanns Christian Gottlob Ferdinand Pinckert studierte von 1832 bis 1835 Rechtswissenschaft an den Universitäten in Leipzig und Halle. Er war von 1835 bis 1839 Auskultator und Referendar, von 1839 bis 1847 Assessor am Oberlandesgericht in Naumburg und von 1847 bis 1849 Obergerichtsassessor beim Land- und Stadtgericht in Zeitz. In den Jahren 1849 und 1850 war er als Stadtgerichtsrat in Torgau tätig und schließlich von 1850 bis 1893 als Rechtsanwalt und Notar mit dem Titel Justizrat in Erfurt.
Vom 18. Mai 1848 bis 30. Mai 1849 war er für den Wahlkreis der Provinz Sachsen in Zeitz Mitglied der Frankfurter Nationalversammlung in den Fraktionen Casino, Württemberger Hof und Landsberg. 
Von 1852 bis 1853 war er Gemeinderat in Erfurt und von 1866 bis 1892 Mitglied der Stadtverordnetenversammlung ebenda. 1867 war er Mitgründer der Nationalliberalen Partei.